# Rampjaar

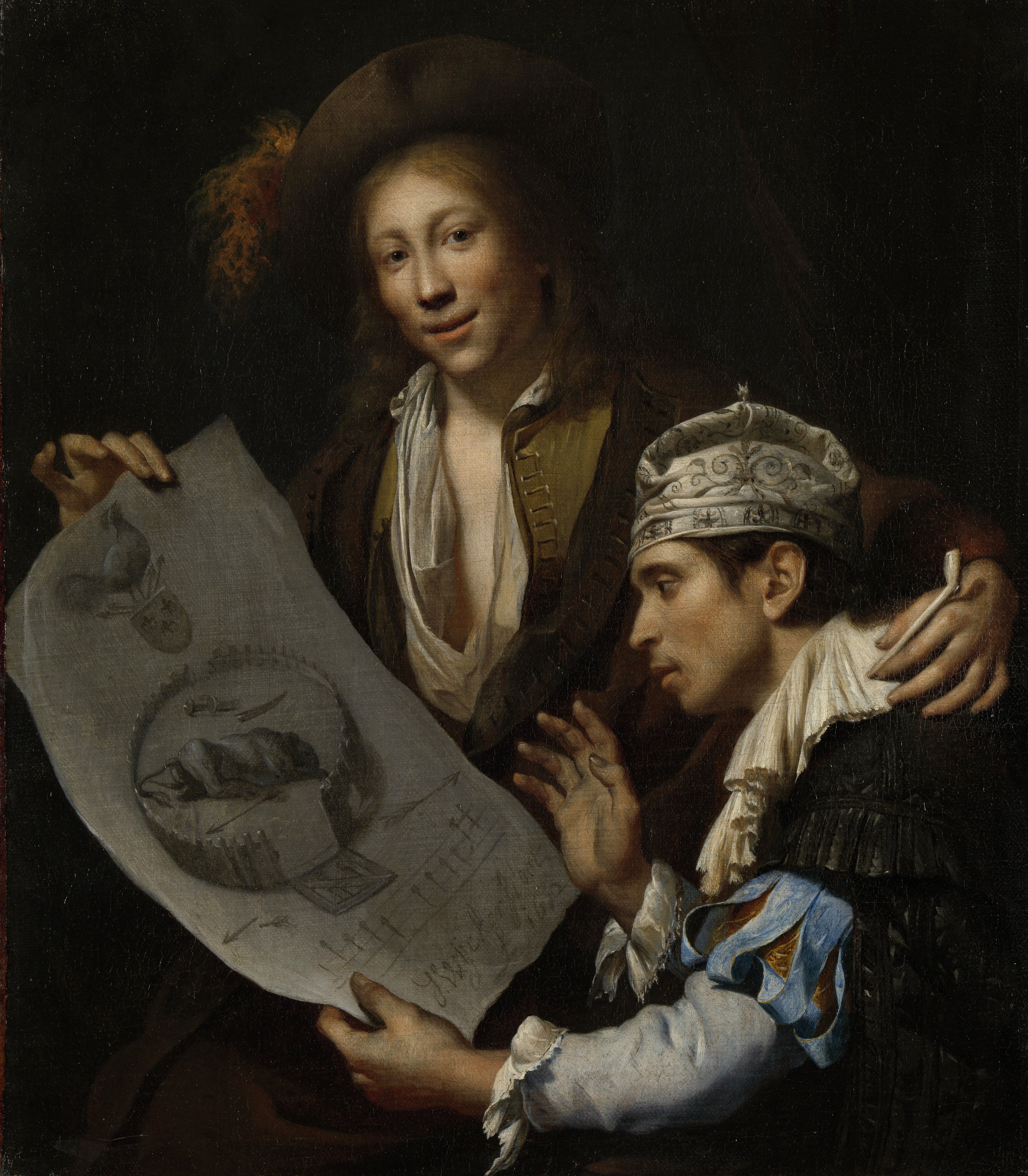
Alegoría del año del desastre de Jan van Wijckersloot (1673): en esta pintura alegórica, un joven orangista muestra a un regente, vestido con un gorro de dormir, un dibujo alegórico. En esta ilustración, el león holandés se representa dentro de un jardín holandés o patio holandés, un símbolo tradicional de la seguridad y la integridad de la provincia de Holanda que adorna muchos de sus edificios públicos. El león se presenta débil e indefenso, sus siete flechas (representantes de las provincias) dispersas y la espada rota, mientras que la valla que rodea el patio ya ha sido derribada. En la parte superior del dibujo, un gallo galo, posado sobre tres flores de lis y cuatro flechas vencidas, canta triunfalmente. La lección es que los regentes deberían haber escuchado las preocupaciones de los orangistas sobre la amenaza que representaba Luis XIV de Francia.

En la historia de los Países Bajos, el año 1672 es conocido como Rampjaar (Año del Desastre). En mayo de 1672, tras el estallido de la guerra franco-neerlandesa y su conflicto periférico, la tercera guerra anglo-neerlandesa, Francia, con el apoyo de Münster y Colonia, invadió casi completamente a las Provincias Unidas de los Países Bajos . De manera simultánea, enfrentó la amenaza de un bloqueo naval por parte de los ingleses en apoyo al esfuerzo bélico francés, si bien tal intento fue abandonado después de la Batalla de Solebay. Un dicho neerlandés acuñado ese año describe a los neerlandeses como redeloos («irracionales»), a su gobierno como radeloos («angustiado»), y al país como reddeloos («insalvable»). Las ciudades de las provincias costeras de Holanda, Zelanda y Frisia sufrieron una transición política: los orangistas se apoderaron de los gobiernos de las ciudades, en oposición al régimen republicano del gran pensionario Johan de Witt, poniendo fin al Primer Período sin Estatúder.
No obstante, para finales de julio, la posición neerlandesa se había estabilizado, gracias al apoyo del emperador del Sacro Imperio Romano Germánico Leopoldo I, así como el de Brandeburgo-Prusia y España, que se formalizó con el Tratado de La Haya de agosto de 1673, uniéndose Dinamarca en enero de 1674. Tras nuevas derrotas en altamar a manos de la marina neerlandesa, los ingleses, cuyo parlamento desconfiaba de los motivos del rey Carlos II al aliarse con Francia, y con Carlos mismo incómodo con el dominio francés sobre los Países Bajos españoles, concertaron un acuerdo de paz con la República neerlandesa en el Tratado de Westminster de 1674. Habiendo Inglaterra, Colonia y Münster hecho las paces con los neerlandeses y con la guerra extendiéndose a Renania y España, tropas francesas se retiraron de la República neerlandesa, manteniendo solo Grave y Maastricht. Para compensar tales reveses, las tropas suecas en la Pomerania sueca atacaron Brandeburgo-Prusia en diciembre de 1674 tras una amenaza del rey Luis de retener sus subsidios; esto desencadenó la participación sueca en la guerra de Escania de 1675 a 1679 y la guerra de Suecia y Brandeburgo, en la que el ejército sueco logró detener a los ejércitos de Brandeburgo y algunos principados alemanes menores, además del ejército danés en el norte.
Entre 1674 y 1678, los ejércitos franceses lograron avanzar de manera constante en el sur de los Países Bajos españoles y a lo largo del Rin, derrotando con regularidad a las fuerzas mal coordinadas de la Gran Alianza. Finalmente, las pesadas cargas financieras de la guerra, junto con la perspectiva inminente del reingreso de Inglaterra en el conflicto del lado de los holandeses y sus aliados, convencieron a Luis XIV de Francia de hacer las paces a pesar de su ventajosa posición militar. La Paz de Nijmegen resultante entre Francia y la Gran Alianza dejó intacta a la República Holandesa y Francia se engrandeció generosamente en los Países Bajos españoles.

## Situación en la República

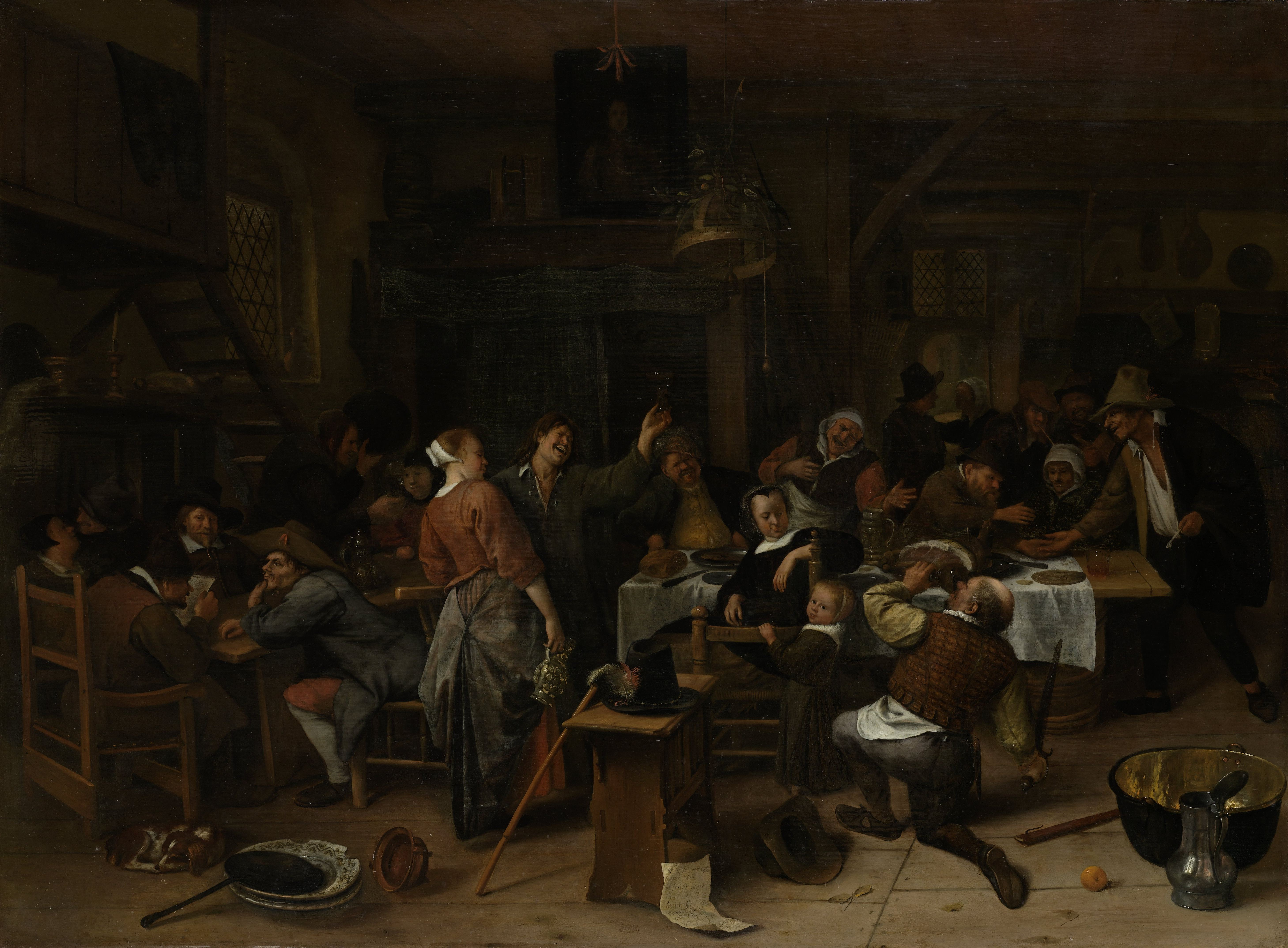
Día del Príncipe de Jan Steen (ca. 1665): Partidarios del Príncipe de Orange beben por la salud del linaje de Nassau en el cumpleaños del Príncipe.

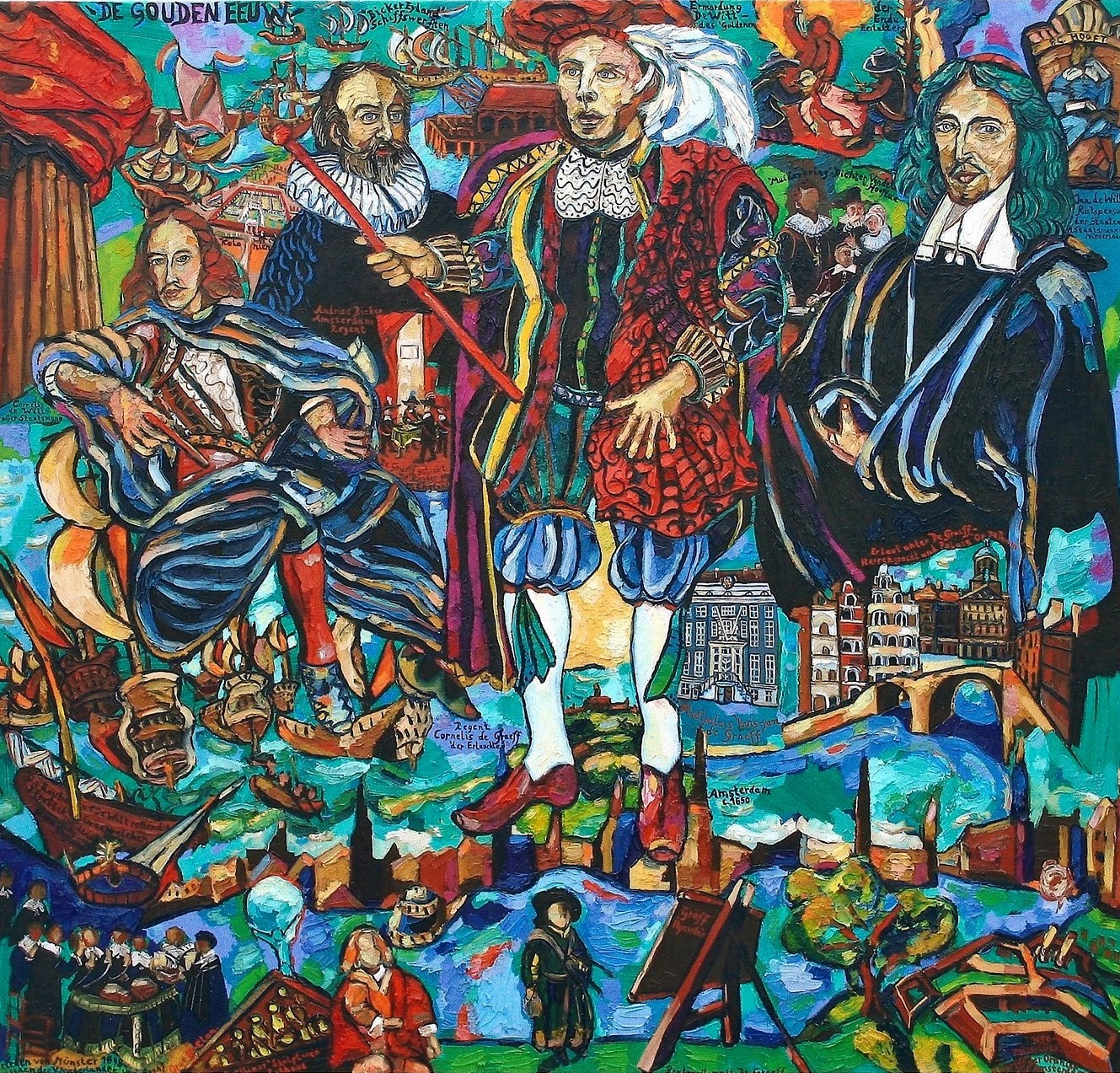
Pintura histórica "De Gouden eeuw" sobre la familia De Graeff en el Siglo de Oro neerlandés. Los protagonistas se muestran en torno a Cornelis de Graeff (centro) y sus familiares Johan de Witt (derecha), Cornelis de Witt (Izquierda) y Andries Bicker (segundo desde la izquierda), así como algunos acontecimientos notables de esa época. (pintura de Matthias Laurenz Gräff, 2007)

Durante la guerra de los Ochenta Años (1568-1648) existieron tensiones en las provincias entre quienes eran partidarios de un gobierno liderado por la oligarquía burguesa, los llamados 'regentes', y quienes preferían un gobierno liderado por el Príncipe de Orange. Tales tensiones habían escalado en 1650 cuando Guillermo II, príncipe de Orange, intentó conquistar Ámsterdam, ciudad que era el principal bastión de los regentes de los clanes De Graeff y Bicker. Tras negociaciones, Guillermo logró destituir a varios de sus adversarios.
Cuando Guillermo murió de viruela a finales de ese mismo año, el partido republicano regresó al poder. La Ley de Reclusión declaró que no se nombraría a su hijo, Guillermo III de Orange, ni a nadie más para el cargo de Estatúder, bajo la premisa de que un jefe supremo de gobierno sería perjudicial para la «Verdadera Libertad». En consecuencia, se nombró a Johan de Witt como Gran pensionario de Holanda y fue él quien lideró los Estados de Holanda, la provincia más importante de la Unión.
La toma del poder por parte de los regentes no ocurrió sin que hubiera protestas de los orangistas, pero puesto que la economía estaba en auge y había paz en las fronteras de la Unión tenían pocas oportunidades de destituir al gobierno. Con el fin de apaciguar a los orangistas, y  a raíz de sus propios intereses comerciales, los regentes neerlandeses intentaron mantener la paz dentro de Europa.

## Relaciones Exteriores
Cuando la República luchó por independizarse de España, había establecido una alianza con Francia e Inglaterra. En 1648, como parte de los acuerdos de la Paz de Westfalia, la República hizo la tregua con Austria y España. Mientras tanto, Francia había hecho las paces solamente con Austria y siguió enfrentándose a España hasta que en 1659 se firmó el Tratado de los Pirineos. Una condición de tal tratado era que el rey Luis XIV se casara con María Teresa, hija de Felipe IV de España. María Teresa también debía renunciar a su parte de la herencia (que incluía a los Países Bajos españoles) a cambio de una cuantiosa dote. La dote, sin embargo, nunca fue pagada por los españoles.
Durante las décadas de 1650 y 1660 aumentaron las tensiones existentes entre intereses comerciales neerlandeses e ingleses. La primera guerra anglo-neerlandesa se libró entre estas repúblicas, con victoria para los ingleses. En un apéndice secreto del Tratado de Westminster (1654), la llamada Ley de Reclusión, Holanda declaró que se abolía el cargo de Estatúder y que nunca permitiría que los Estados Generales de los Países Bajos nombraran a un miembro de la Casa de Orange para el cargo de Capitán General. Oliver Cromwell, que para entonces era Lord protector de Inglaterra, había insistido en tal condición debido a que Guillermo II había ayudado a Carlos I de Inglaterra (quien era su suegro) durante la guerra civil inglesa. Si bien los partidarios del regente neerlandés estaban a favor de disminuir la influencia de la Casa de Orange, al aceptar las condiciones impuestas por los ingleses mezclaron asuntos internos y exteriores, lo que causó la ira de la facción pro-Orange.
La Ley de Reclusión se declaró nula al ser Carlos II coronado como rey de Inglaterra en 1660 durante la Restauración inglesa, pero para consternación de Holanda, el nuevo rey confirmó las cláusulas de la paz que impactaban negativamente los intereses comerciales neerlandeses.
Un intento inglés de hacerse con el comercio y colonias neerlandesas llevó a la segunda guerra anglo-neerlandesa. Tras la guerra previa, Johan de Witt había supervisado la expansión y mejora de la armada neerlandesa a costa de descuidar el ejército. Con una nueva flota y con la ayuda de Francia, con la que habían establecido nuevamente una alianza, los neerlandeses derrotaron en últimas a los ingleses en el mar gracias al Ataque de Medway y pusieron presión sobre Münster, que era aliada de los ingleses. Münster, primero, y luego Inglaterra se vieron obligadas a aceptar una tregua. Por su parte, Francia había ayudado a ejercer presión sobre Inglaterra y Münster, pero sin comprometer el grueso de su ejército o flota. Tras la muerte de Felipe IV, Luis XIV reclamó parte de la herencia para su esposa. De acuerdo con la legislación local en algunas partes de los Países Bajos españoles, las hijas de un matrimonio anterior tenían prioridad sobre los hijos de matrimonios posteriores. Según el argumento de Luis XIV, María Teresa, en tanto hija del primer matrimonio de Felipe IV, debía heredar los Países Bajos españoles en tanto el hijo de Felipe, Carlos II, era del segundo matrimonio de Felipe. Esto estuvo en contra de los intereses de la República Neerlandesa, que prefería tener un estado débil como vecino en el sur.
A raíz de esto, Johan de Witt estableció una alianza con los derrotados ingleses y suecos, que habían apostado un ejército cerca, en Alemania, formando así la llamada Triple Alianza. En cláusulas secretas del tratado acordaron emplear la fuerza si Luis XIV no llegaba a un acuerdo con España.

## Renversement des Alliances
Francia firmó la paz con España, pero en tanto que las cláusulas secretas de la Triple Alianza se hicieron públicas prontamente, Luis XIV se sintió insultado por los «pérfidos» neerlandeses, que según él habían sido desleales. Francia tomó medidas para aislar a la República inmediatamente después del acuerdo de paz. Suecia y Münster fueron prontamente sobornados, pero los ciudadanos ingleses desconfiaban de Luis XIV. El rey inglés Carlos II, por otro lado, consideraba que la guerra con los neerlandeses era lo mejor para sus propios intereses. Esperaba que al ser derrotada la República cayera el gobierno republicano para que su sobrino, Guillermo III de Orange, pudiera hacerse con el poder. Una guerra también era una buena oportunidad de aplastar la competencia neerlandesa en materia de comercio y colonias. Además, Luis le prometió a Carlos una notable suma de dinero, lo que le permitiría gobernar sin tener que consultar al parlamento inglés.
En 1670, gracias a la mediación de la hermana de Carlos, Enriqueta Ana Estuardo, esposa del duque de Orleans, hermano de Luis, Francia e Inglaterra firmaron el Tratado secreto de Dover.

## A la guerra

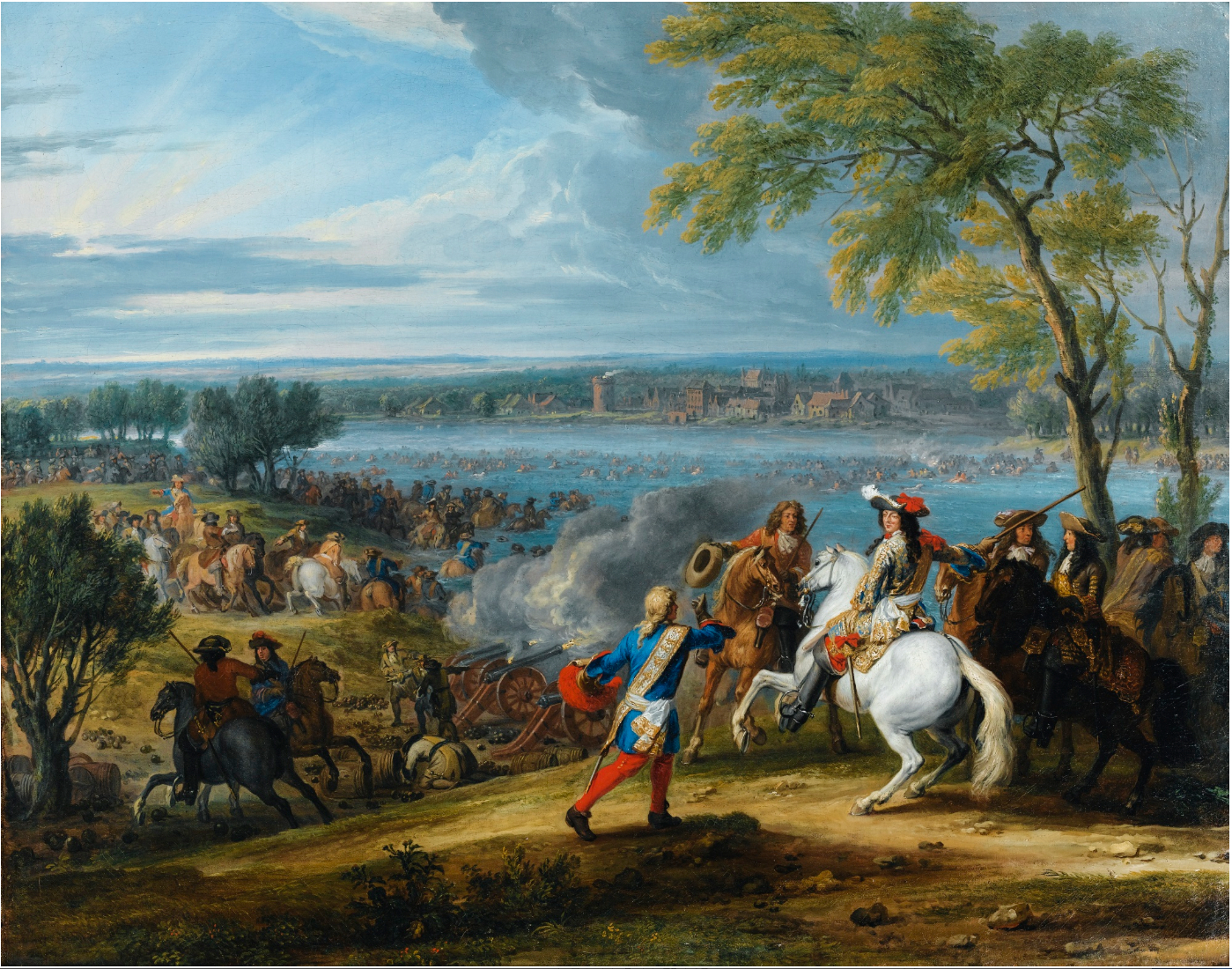
Luis XIV de Francia cruzando el Rin de Adam Frans van der Meulen.

Los neerlandeses sabían que había negociaciones entre Inglaterra y Francia, pero los detalles específicos eran desconocidos. Johan de Witt contaba con que la posibilidad de una guerra contra una nación protestante fuera impopular entre el público inglés e intentó mejorar las relaciones con los franceses. Con todo, el debate sobre el asunto de los Países Bajos españoles no llevó a ningún consenso entre los dos países. Francia veía el Rin como su frontera natural y tanto los Países Bajos españoles como las Tierras de la Generalidad neerlandesas se encontraban entre Francia y el Rin. Los neerlandeses se sentían amenazados por las ambiciones francesas. De acuerdo con el embajador francés, los neerlandeses actuaban según la consigna de Gallicus amicus, non vicinus («El francés es un buen amigo, no vecino»). Los neerlandeses reforzaron su flota una vez más, pero sus preparativos para el ejército fueron insuficientes debido a la falta de dinero. Asimismo, los Regentes desconfiaban de un ejército que a menudo había sido instrumento del Partido orangista. Con la guerra cada vez más probable, aumentó la presión sobre el gobierno neerlandés para que nombrara a Guillermo III (sobrino del rey inglés Carlos II), que aún no había alcanzado la mayoría de edad, para el cargo de Estatúder y Capitán General. En febrero de 1672, Johan de Witt finalmente acordó nombrar a Guillermo como Capitán General durante el lapso correspondiente a una sola campaña de guerra.

## Guerra
El 12 de marzo de 1672, el almirante inglés Robert Holmes atacó a la flota Esmirna, un convoy comercial neerlandés. Francia, el electorado de Colonia y el principado episcopal de Münster declararon la guerra en abril. En junio, el ejército de Luis XIV, liderado por Luis II de Borbón-Condé y Turenne, eludió la defensa neerlandesa en el sur atravesando los Países Bajos españoles, las posesiones de Münster y Colonia y otros aliados franceses e invadió a los neerlandeses desde el oriente.
En el río IJssel, los franceses ganaron con facilidad una breve batalla y la ciudad de Groenlo fue capturada. La República entera quedó abierta a los franceses. El pánico estalló en las ciudades de las regiones de Holanda, Zelanda y Utrecht. Las clases media y baja se rebelaron contra el gobierno y exigieron que el Príncipe fuera nombrado y que los responsables de la guerra y del estado del ejército fueran castigados. Johan de Witt y varios otros dimitieron y el gobierno de los regentes cayó. Partidarios de Guillermo III tomaron el poder, y uno de los primeros actos de Guillermo fue tachar la palabra «honorablemente» de la carta de renuncia de Johan de Witt.

## El linchamiento de los hermanos De Witt
El sentimiento popular seguía insatisfecho y la frustración producida por la desesperada situación militar llevó a la búsqueda de chivos expiatorios. En agosto, Cornelis de Witt, el hermano menos talentoso y popular de Johan de Witt, fue encarcelado en La Haya bajo sospecha de traición y de liderar una conspiración para asesinar a Guillermo. Cuando Johan visitó a su hermano, el pequeño destacamento de seguridad de caballería presente fue enviado lejos con el pretexto de detener a un grupo de campesinos que merodeaban. Una muchedumbre se acumuló entonces alrededor de la prisión, exigiendo que los hermanos fueran castigados. La prisión fue asaltada (según algunos relatos de la época, cuando el orangista Cornelis Tromp, enemigo de Johan de Witt, dio la señal) por la milicia civil. Los hermanos fueron capturados y linchados por los milicianos y sus cuerpos fueron mutilados y parcialmente devorados por la muchedumbre. Los nombres de algunos de los asesinos llegaron a conocerse, pero recibieron protección e incluso en algunos casos recompensa por parte del Príncipe Guillermo. Muchos historiadores modernos sospechan que los linchamientos fueron producto de una conspiración que involucró, entre otros, al propio Guillermo, aunque no se ha encontrado evidencia directa de su participación.

## La línea de agua holandesa

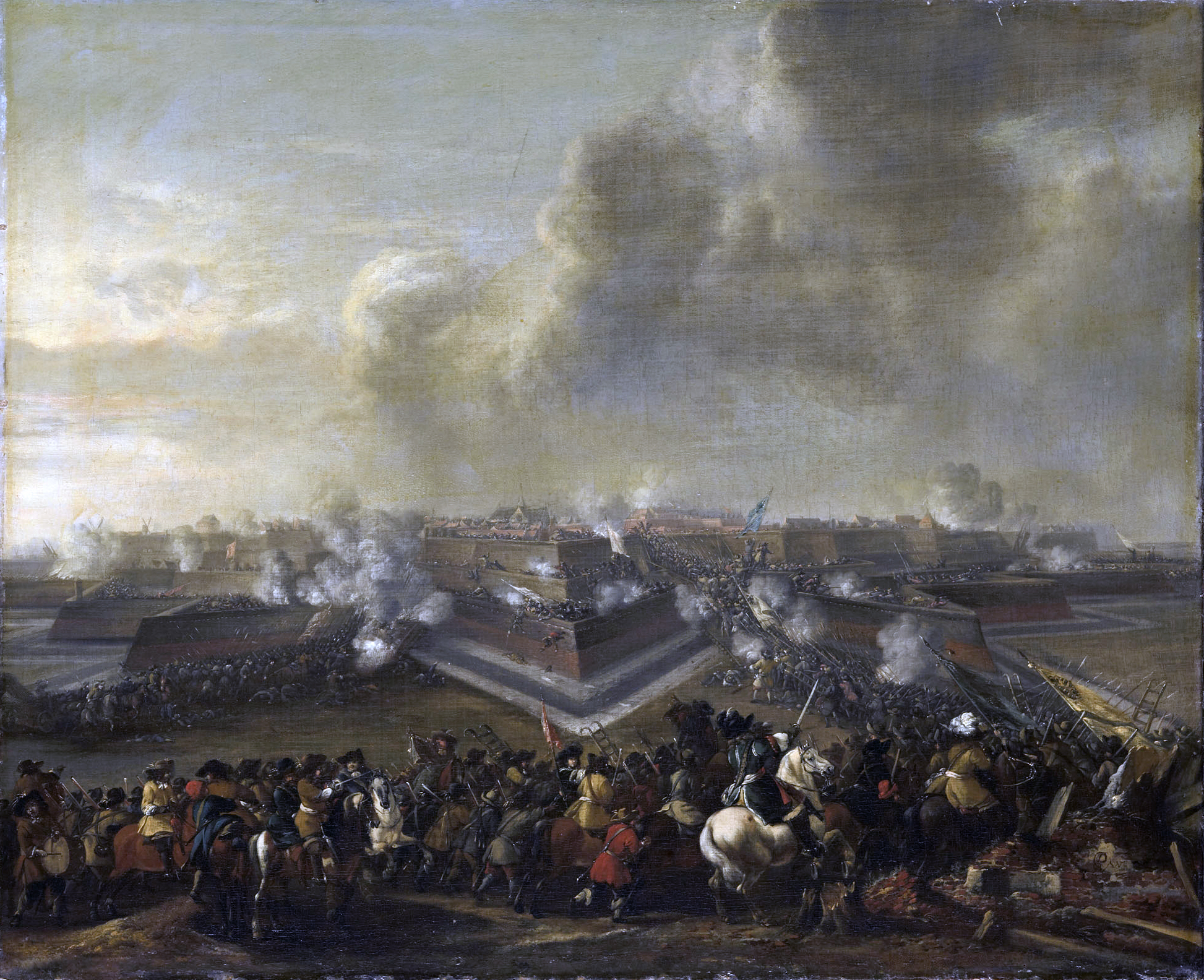
El asalto a Coevorden, 30 de diciembre de 1672 de Pieter Wouwerman (c. 1672-1682). El año del desastre terminó con una nota positiva: Coevorden fue reconquistada de manos de las tropas del obispo de Münster el 30 de diciembre de 1672.

Los franceses habían avanzado desde el río IJssel hasta Utrecht. Para ese momento habían comenzado negociaciones. Luis XIV y Carlos II de Inglaterra esperaban que Guillermo se convirtiera en Príncipe Soberano a la cabeza de un principado de estado remanente holandés, un protectorado conjunto (en el que los británicos ocuparían ciudades holandesas clave así como la isla de Walcheren). Luis detuvo a su ejército para permitir que los orangistas se apoderaran de Holanda y tuvieran que llegar a un acuerdo con él.  Ofreció la paz a los neerlandeses a cambio de que se le entregaran las fortalezas sureñas, libertad de culto para los católicos y seis millones de florines, o bien mantener sus conquistas actuales y dieciséis millones de florines. Estas demandas, en particular las económicas, provocaron una renovada ola de indignación pública y el estado de ánimo neerlandés cambió abruptamente del derrotismo a una tenaz determinación de resistirse a los franceses.

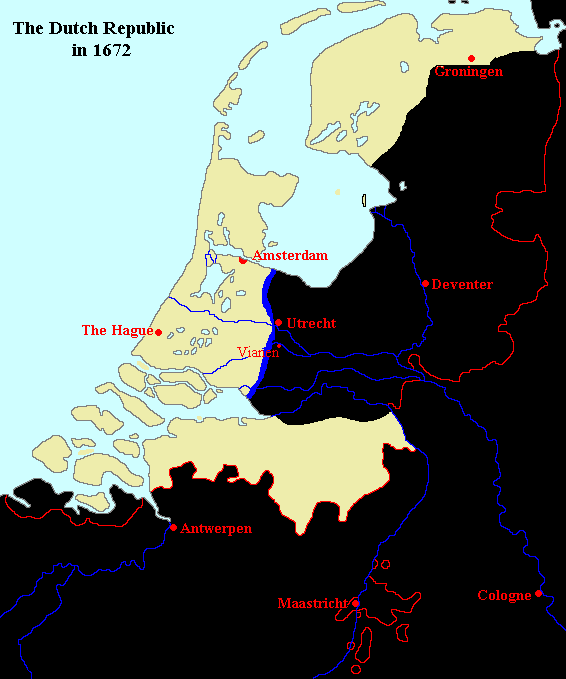
Posición neerlandesa en el verano de 1672. En negro, el territorio controlado por los franceses y sus aliados.

Mientras se llevaban a cabo las negociaciones, los franceses fracasaron en evitar que los neerlandeses inundaran la línea de agua holandesa. Antes de que los franceses comprendieran la naturaleza y la importancia de este sistema de defensa, el pequeño ejército de Guillermo III se retiró tras la línea y el avance francés se vio bloqueado por una barrera infranqueable de agua y lod. A esta pequeña victoria de los neerlandeses siguieron otras. La flota neerlandesa comandada por el almirante Michiel de Ruyter había ya derrotado a la flota anglo-francesa en la batalla de Solebay, y el 28 de agosto de 1672 el obispo alemán de Münster, Bernhard von Galen, retiró sus tropas que asediaban Groningen, un evento que todavía se celebra anualmente en Groningen.
En el frente diplomático, el Sacro Imperio Romano Germánico y España se pusieron del lado de los Países Bajos. En 1673, la ciudad de Bonn cayó en manos de un ejército neerlandés. Este hecho obligó a los franceses a retirarse casi toda la República. Inglaterra, Münster y Colonia firmaron la tregua en 1674. Los franceses, por su parte, siguieron luchando hasta 1678. (Para información sobre el resto de la guerra, véase Guerra franco-neerlandesa.)

## Efectos
La experiencia del Rampjaar ejerció una considerable influencia sobre la dirección de la política exterior neerlandesa. Guillermo III veía como la obra de su vida el defender tanto a la República como a Europa contra la hegemonía francesa. En todas las guerras libradas por Luis XIV, los neerlandeses apoyaron a sus adversarios. En 1688, al enfrentarse a un rey inglés que parecía ponerse de nuevo del lado de los franceses, los neerlandeses movilizaron sus recursos enteros para invadir Bretaña y derrocar a la dinastía Estuardo (la llamada Revolución Gloriosa), un evento de trascendental importancia histórica. Si bien esto era un gran riesgo, se consideró que había valido la pena, en tanto que después del Rampjaar, la posibilidad de una Bretaña católica y dominada por los franceses era considerada una amenaza mortal para los Países Bajos. En Inglaterra, la opinión pública se estaba volviendo ya contra los franceses, pero esto se aceleró con la guerra de 1672. Mientras que Carlos II y su sucesor Jacobo II de Inglaterra tenían aún simpatías francesas, tuvieron que tener en consideración la desconfianza pública inglés hacia Francia.
La economía neerlandesa nunca se recuperó del todo de la severa crisis, aunque a veces se afirma que el Siglo de Oro neerlandés continuó hasta finales de siglo. El mercado artísticio se vio tan gravemente afectado como fue el caso con otros sectores. Un famoso comentario de la viuda del pintor Jan Vermeer narraba cómo a partir de entonces no logró vender su obra. Los sobresalientes artistas marítimos Willem van de Velde el Viejo y su hijo Willem II, emigraron a Londres para nunca regresar.

### Citas
1. ↑  Redeloos, radeloos, reddeloos…  (en neerlandés), Stichting Platform Rampjaarherdenking
2. ↑  Boxer, CR (1969). «Some Second Thoughts on the Third Anglo-Dutch War, 1672–1674». Transactions of the Royal Historical Society 19: 74-75. doi:10.2307/3678740.
3. ↑  Frost p. 210
4. ↑  Pieter Geyl, History of the Low Countries
5. ↑  «Dutch troops under Willem III occupy Bonn». Brainyhistory.com. Consultado el 24 de noviembre de 2013.